# Nhánh bờ phải của động mạch vành phải
Nhánh bờ phải của động mạch vành phải (hoặc động mạch bờ phải) là nhánh bờ lớn nhất của động mạch vành phải, cung máu nuôi dưỡng cả hai mặt của tâm thất phải.

## Cấu trúc
Nhánh bờ phải là nhánh lớn nhất tách ra từ động mạch vành phải. Nhánh thường có nhánh phụ nối thông với động mạch gian thất sau song song gần đó.

### Biến thể
Nhánh bờ phải có thể kéo dài đến phần xa của rãnh gian thất sau.

## Chức năng
Nhánh bờ phải chủ yếu đưa máu nuôi dưỡng tâm thất phải.

## Một số hình ảnh

Động mạch vành (chữ màu đỏ) và các điểm mốc giải phẫu quan trọng (chữ màu xanh lam). Động mạch bờ phải ở dưới trái bức hình

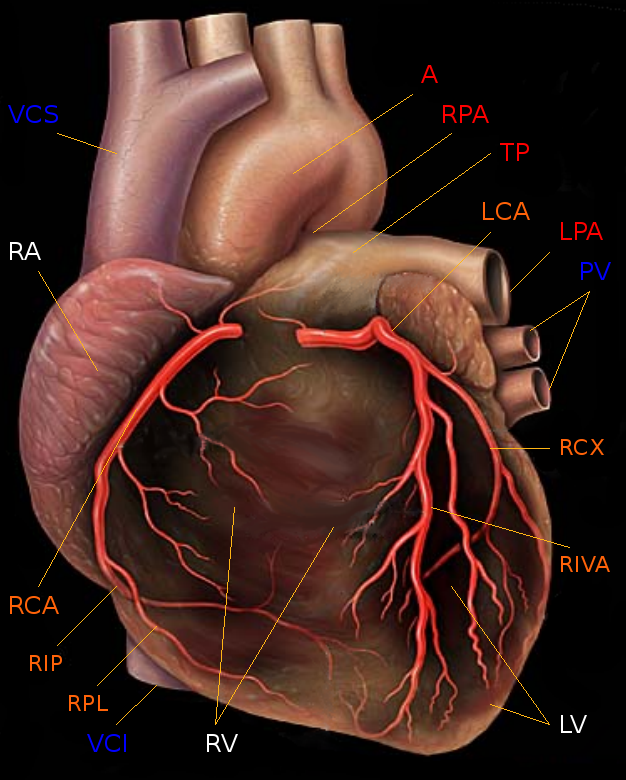
Tim người với động mạch vành